# 沈保平
沈保平（1957年4月2日—），男，河南人，中国大陆男演员，河南省话剧院一级演员。

## 作品

### 电视剧
- 1987《神丐》饰 窦焕文
- 1987《黄河东流去》
- 1991《常香玉》饰 陈宪章
- 1993《黄埔虎将》饰 陈明仁将军
- 1995《英雄无泪》 饰陈老伦
- 1995《苏北决战》饰李默庵将军
- 1996《曹操》饰 刘备
- 1997《乱世妖后》 饰 贾充
- 1997《胭脂楼》饰王一雄
- 1999《一代廉吏于成龙》 饰 康亲王杰书
- 2000《孝庄秘史》 饰 阿敏
- 2000《大唐诗圣》 饰 李白
- 2000《天边有个威海卫》
- 2000《金博虎》 饰 苏弩
- 2001《乌龙闯情关》 饰 霍光
- 2001《九岁县太爷》饰 徐安
- 2001《风云I》 饰 霍步云／霍烈
- 2001《桃花扇传奇》 饰 韩赞周
- 2002《血荐轩辕》 饰 张居正
- 2002《倚天屠龙记》 饰 何太冲 合作演员：苏有朋
- 2002《射雕英雄传》 饰 朱子柳 合作演员：李亚鹏、周迅
- 2003《大漢風》（即 《楚漢風雲》饰 張良 合作演员：胡軍、肖榮生
- 2004《大漢巾幗》（即 《大漢帝國》饰 张良 合作演员：聂远、蒋勤勤
- 2004《汉武大帝》 饰 梁王刘武、刘屈氂
- 2004《边城小子》 饰 张应鸿
- 2005《吐鲁番郡王》饰 包苏文
- 2005《大汉英雄》 饰 杨玉林
- 2005《大清后宫》饰  花良阿
- 2006《鹿鼎记》 饰 归辛树
- 2006《北魏冯太后》饰 昙曜
- 2006《彭雪枫将军》 饰 蒋介石
- 2006《井岡山》 饰 蒋介石
- 2006《换子成龙》 饰 李老爷
- 2006《东方霸主》 饰 快刀刘
- 2007《最后的格格》饰 裕王爷溥伦
- 2007《少林僧兵》 饰 胡宗宪
- 2007《醉颜红尘》 饰 周永泉
- 2008《少林寺传奇2》 饰 秦琼
- 2008《书剑恩仇录》 饰 雍正帝
- 2008《雪中红》 饰 恭子敬
- 2008《绝密1950》 饰 政委
- 2009《特殊争夺》 饰 蔡树荣
- 2009《大丫鬟》 饰 林越
- 2009《特战先锋》 饰 蒋介石
- 2009《决战南京》 饰 蒋介石
- 2010《龙行天下之糊涂县令妙钦差》饰 乌员外/慕容飞雪
- 2010《宫锁心玉》饰隆科多
- 2010《新萍踪侠影》饰 石英
- 2011《新还珠格格之风儿阵阵吹》饰 刘一心 (客串)
- 2011《步步惊心》饰 张千英
- 2011《東方》饰 艾青
- 2011《王的女人》饰 刘太公
- 2011《红军东征》饰 蒋介石
- 2011《後宮甄嬛傳》饰 甄远道（女主角父親）
- 2012《穆桂英掛帥》飾楊六郎
- 2012《赏金猎人》饰 荣禄
- 2012《宮鎖珠簾》饰 張廷玉
- 2013《笑傲江湖》饰 祖千秋
- 2013《天龍八部》饰 黃眉大師
- 2014 《無敵鐵橋三》饰 覺因
- 2014《封神英雄榜》饰 元始天尊
- 2014《宫锁连城》饰 佟大人
- 2014《美人制造》饰 老王爺
- 2014《开国元勋朱德》饰 蒋介石
- 2014《神鵰俠侶》饰 丘處機
- 2014《武媚娘传奇》饰 王德
- 2015《陸小鳳與花滿樓》饰 獨孤一鶴
- 2015《封神英雄》饰 元始天尊
- 2015《花千骨》饰 衍道真人
- 2015《大汉情缘之云中歌》饰 上官杰(客串)
- 2016《六扇门》饰 刘吉
- 2016《屏里狐》 飾 皇帝 (網絡劇)
- 2017《大唐榮耀》饰沈易直（女主角父親）
- 2017《大秦帝国之崛起》饰
- 2017《那年花开月正圆》饰 胡志存
- 2017《天乩之白蛇傳說》饰 元一
- 2018《延禧攻略》 飾 魏清泰
- 2018《如懿传》 飾 蘇培盛(客串)
- 2019《新白娘子傳奇》 飾 靈祐禪師
- 2019《皓鑭傳》 飾 李赫
- 2019《東宮》 飾 汪束
- 2019《倚天屠龍記》 飾 空見(客串)
- 2019《宸汐緣》 飾 彭仙人
- 2019《烈火軍校》 飾 榮王
- 2019《梦回》（網絡劇）饰 英禄
- 2020《少年包拯》（網絡劇）饰 公孫先生
- 2020《鬓边不是海棠红》飾 侯玉魁
- 2020《清风明月佳人》饰 李格非(2007年拍攝)
- 2020《清平乐》饰 范鎮
- 2020《古董局中局之鉴墨寻瓷》
- 2020《太行之脊》 飾 蔣介石(客串)
- 2020《长安诺》 飾 雍临王賀蘭明晢
- 2020《今夕何夕》（網絡劇）饰 方元
- 2021《山河令》（網絡劇）饰 老漁夫(客串)
- 2021《骊歌行》饰 孙潭(客串)
- 2021《与君歌》饰 张忠和 (客串)
- 2021《当家主母》（網絡劇）饰 吳巡撫 (客串)
- 2021《香山叶正红》饰 蒋介石
- 2021《雪中悍刀行》饰 王重楼
- 2022《传家》饰 易書業 (客串)
- 2022《信仰》饰 蒋介石
- 2022《星河长明》饰 却工
- 2022《少年歌行》（網絡劇）
- 2023《择君记》（網絡劇）饰 裴氏族長(客串)
- 2023《外婆的新世界》饰 遊客老夫
- 2023《正好遇见你》（網絡劇）(客串)
- 2023《长风渡》饰 萬老板
- 2023《蓮花樓》饰 无了大师
- 2023《异人之下》（網絡劇）饰 陆瑾
- 2023《云之羽》（網絡劇）饰 月長老
- 2023《虎鹤妖师录》（網絡劇）饰 元老会长老周尤玖
- 2024《狗剩快跑》（網絡劇）饰 一空大師
- 2024《惜花芷》（網絡劇）饰 沈中行
- 2024《末代厨娘》(2019年拍攝)饰 沈大人(客串)
- 2024《唐朝詭事錄之西行》（網絡劇）饰 广笑
- 2024《少年白马醉春风》（網絡劇）饰 齐天尘
- 2024《拂玉鞍》（網絡劇）饰 懷山先生
- 2024《走向大西南》饰 蒋介石(客串)
- 2024《他们的奇妙时光》（網絡劇）饰 祥叔(客串)
- 2024《流水迢迢》（網絡劇）饰 殷士林
- 2024《吾家才女初长成》（網絡劇）饰 皇上(客串)
- 2024《破密》饰 陈丰裕
- 2024《七夜雪》（網絡劇）饰 长无绝(老年)
- 2024《星辰令》（網絡短劇）饰 天帝
- 2025《五福临门》饰 楊德茂(客串)
- 2025《掌心》（網絡劇）饰 卢維
- 2025《仙台有樹》饰 皇帝
- 2025《逆时的我们》（網絡劇）饰  陈编辑
- 2025《念无双》（網絡劇）饰  老包
- 2025《临江仙》（網絡劇）饰 摆渡人
- 2025《定风波》 饰 海伯
- 2025《华山论剑》（網絡劇）饰 界雲大師
- 2025《子夜归》（網絡劇）饰 斗香會謝老
- 待播《神都》（網絡劇）
- 待播《唐朝詭事錄之長安》（網絡劇）饰 广笑法师
- 待播《宴遇永安》（網絡劇）饰 柳翁
- 待播《暗河传》（網絡劇）饰 齐天尘
- 待播《海昏行》（網絡劇）饰 霍光
- 待播《佳偶天成》 饰
- 待播《张謇》

### 电影
- 1983《十六号病房》 饰 常苇
- 1987《神丐》 饰 窦焕文
- 1988《阮氏三雄》 饰 刘唐
- 1989《血誓》（举起手来之鬼子逃亡） 饰 郑团副
- 2004《一石二鸟1》 饰 张应龙
- 2005《一石二鸟2》 饰 张应鸿
- 2005《任长霞》 饰 韩建成
- 2010《镖行天下前传之编外人选》 饰 长者
- 2012《老子出關》 饰 老子
- 2021《忠义门之韩厥》（網絡电影）
- 2022《石狮之舞》
- 2023《封神. 纣灭》（網絡电影）
- 2023《阴阳先生》（網絡电影）
- 2024《江海儿女》
- 2024《有戏了》
- 2025《猎魂人》（網絡电影）饰 白云道長

### 话剧
- 1977年《霓虹灯下的哨兵》饰 路华
- 1979年《雷雨》饰 周萍
- 1985年《十五的月亮》饰 方华
- 1998年《太行山人》饰 崔副县长
- 1999《区委书记》饰 邵十隆
- 2008年《宣和画院》饰 廖桂云
- 《水上吉卜赛》饰时令宇

## 获奖
- 1999年，参演的话剧《太行山人》获省“第七届戏剧大赛”铜牌奖
- 2005年表演论文《准确的分寸是凝炼表演的前提》获“第八届艺术论文征集优秀论文奖”
- 《宣和画院》获2008 年 河南省文华大奖
- 《天边有个威海卫》大众电视金鹰奖和广电部飞天二等奖 山东省精品工程
- 2014美国世界民族电影节最佳男演员奖[2]

## 外部連結
- 沈保平的新浪微博
- 沈保平在香港影庫上的簡介
- 沈保平在豆瓣上的资料（简体中文）